# Transancistrus santarosensis
Espèce
Synonymes
- Cordylancistrus santarosensis Tan, 2012

Transancistrus santarosensis est une espèce de poisson-chat de la famille des Loricariidae.

## Description
Transancistrus santarosensis, de couleur vert foncé avec des zones légèrement plus claires, est doté d’une tête large et déprimée, d'un museau arrondi et de plaques situées sur la pointe du museau.
Il mesure environ 7 cm de longueur.

## Répartition
Transancistrus santarosensis est endémique du Río Santa Rosa, un fleuve situé au sud de l’Équateur.